# Maevatanana
Maevatanana, grad na sjeverozapadu Madagaskara s 24 000 stanovnika, upravno središte Regije Betsiboke i Distrikta Maevatanane u Provinciji Mahajangi.
Maevatanana na malgaškom znači lijepo mjesto. Većinsko stanovništvo grada su Sakalave, jedan od malgaških naroda.

## Povijest
Maevatanana se počela oblikovati kao grad u doba francuske kolonijalne uprave, kad su u mjesto došli živjeti prvi Francuzi 1900. godine.Kao uspomena na njihovu vladavinu, ostao je Spomenik poginulim Francuzimau središtu grada kraj benzinske postaje. Podignut je 1895. Više od 300 francuskih vojnika umrlo je u Maevatanani pri napadu na Madagaskar te godine.
Najveća znamenitost u okolini su slapovi Betsiboke, koji se nalaze 22 km južno od grada na cesti br. 4 za Mahajangu kraj željeznog mosta preko rijeke.

## Geografska i klimatska obilježja
Maevatanana leži u kotlini pored rijeke Ikope. Udaljena je oko 300 km od glavnog grada Antananariva i oko 258 km od provincijskog središta Mahajange. Klima je vruća tropska i Maevatanana je najtopliji grad na Madagaskaru s prosječnom dnevnom temperaturom od preko 30°C.

## Gospodarstvo i promet
Kroz Maevatananu prolazi državna magistrala br. 4 preko koje je grad povezan s Mahajangom i Antananarivom. U gradu je najveće industrijsko poduzeće tvornica plugova MAFI.Glavnina stanovnika bavi se poljoprivrednom i uzgaja rižu i povrće. Panafrička rudarska kompanija (Pan African Mining Corporation) vrši opsežna geološka istraživanja u okolini grada, te namjerava otvoriti rudnike zlata, platine i minerala.

## Vanjske poveznice
- Localités Fénérive Est
- Fotografije Maevatanane na portalu Panoramio  Arhivirana inačica izvorne stranice od 30. siječnja 2016. (Wayback Machine)